# Women's World Championship (WWE)
Il Women's World Championship è un titolo mondiale di wrestling per la categoria femminile della WWE ed esclusivo del roster di Raw, ed è vacante dal 18 agosto 2025.
È uno dei due titoli femminili principali della WWE insieme WWE Women's Championship.

## Storia

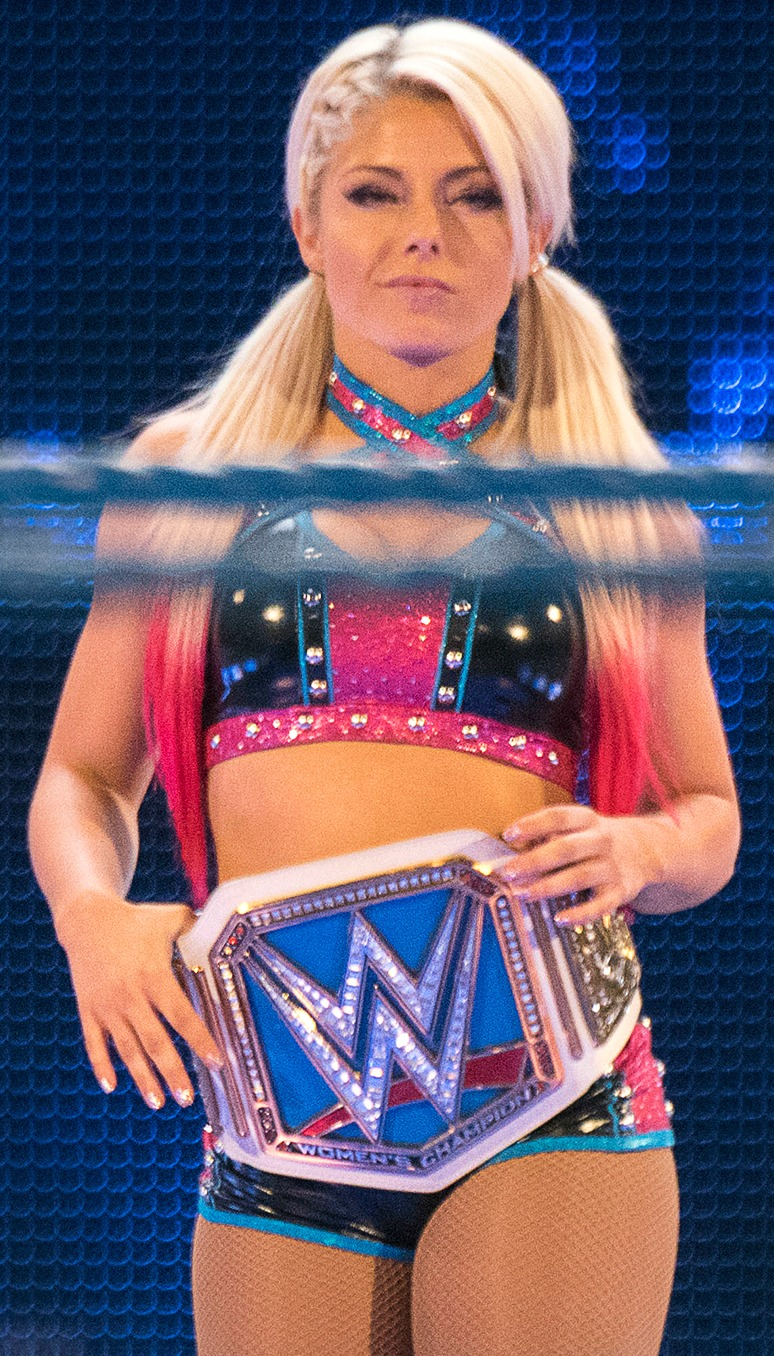
Alexa Bliss con la prima versione del titolo (2016–2023)

A seguito del Draft avvenuto il 19 luglio 2016, la detentrice del |Women's Championship, Charlotte, passò al roster di Raw (con conseguente cambio di nome del titolo in Raw Women's Championship). Per sopperire alla mancanza del titolo femminile per il roster di SmackDown, il 23 agosto il general manager Daniel Bryan e il Commissioner Shane McMahon indissero una six-pack elimination challenge tra Alexa Bliss, Becky Lynch, Carmella, Naomi, Natalya e Nikki Bella per determinare la prima detentrice del titolo. Il match si svolse l'11 settembre 2016 a Backlash e vide la vittoria di Becky Lynch.
L'11 giugno 2023 la campionessa Rhea Ripley passò al roster di Raw e con essa il titolo, che rimase con lo stesso nome e design fino all'11 giugno 2023, poiché nella puntata di Raw del giorno dopo venne rinominato Women's World Championship cambiando anche completamente design.

### Cintura
La cintura è identica a quella del World Heavyweight Championship con l'unica differenza di essere in cuoio bianco; sotto il logo WWE, analogamente al titolo maschile appena citato, si legge la scritta «World Champion». In origine, il titolo era simile al WWE Championship ma era di cuoio bianco e aveva lo sfondo blu, sempre con le placche personalizzabili sui lati; dal 4 luglio al 20 agosto del 2017 la cintura venne personalizzata dalla campionessa Naomi: essa era stata contornata da luci colorate che cambiavano colore in maniera sincronizzata.

## Nomi
| Nome                               | Anni                             |
| ---------------------------------- | -------------------------------- |
| WWE SmackDown Women's Championship | 11 settembre 2016–11 giugno 2023 |
| Women's World Championship         | 12 giugno 2023–presente          |

## Albo d'oro
Statistiche aggiornate al 19 agosto 2025.
| #  | Campionessa     | Regno | Data              | Giorni | Località                     | Evento                        | Note | Fonti         |
| -- | --------------- | ----- | ----------------- | ------ | ---------------------------- | ----------------------------- | --- | ------------- |
| 1  | Becky Lynch     | 1     | 11 settembre 2016 | 84     | Richmond, Virginia           | Backlash                      | Lynch sconfisse Alexa Bliss, Carmella, Naomi, Natalya e Nikki Bella in una six-pack elimination challenge per l'assegnazione del titolo.                                                     | [ 7 ]         |
| 2  | Alexa Bliss     | 1     | 4 dicembre 2016   | 70     | Dallas, Texas                | TLC: Tables, Ladders & Chairs | In un tables match. | [ 8 ]         |
| 3  | Naomi           | 1     | 12 febbraio 2017  | 9      | Phoenix, Arizona             | Elimination Chamber           | | [ 9 ]         |
| —  | Vacante         | —     | 21 febbraio 2017  | —      | Ontario, California          | SmackDown                     | Reso vacante a causa di un infortunio di Naomi al ginocchio. | [ 10 ]        |
| 4  | Alexa Bliss     | 2     | 21 febbraio 2017  | 40     | Ontario, California          | SmackDown                     | | [ 11 ]        |
| 5  | Naomi           | 2     | 2 aprile 2017     | 140    | Orlando, Florida             | WrestleMania 33               | In un six-pack challenge che comprendeva anche Becky Lynch, Carmella, Mickie James e Natalya.                                                                                                | [ 12 ]        |
| 6  | Natalya         | 1     | 20 agosto 2017    | 86     | Brooklyn, New York           | SummerSlam                    | | [ 13 ]        |
| 7  | Charlotte Flair | 1     | 14 novembre 2017  | 147    | Charlotte, Carolina del Nord | SmackDown                     | | [ 14 ]        |
| 8  | Carmella        | 1     | 10 aprile 2018    | 131    | New Orleans, Louisiana       | SmackDown                     | Carmella incassò il contratto del Money in the Bank. | [ 15 ]        |
| 9  | Charlotte Flair | 2     | 19 agosto 2018    | 28     | Brooklyn, New York           | SummerSlam                    | In un triple threat match che comprendeva anche Becky Lynch. | [ 16 ]        |
| 10 | Becky Lynch     | 2     | 16 settembre 2018 | 91     | San Antonio, Texas           | Hell in a Cell                | | [ 17 ]        |
| 11 | Asuka           | 1     | 16 dicembre 2018  | 100    | San Jose, California         | TLC: Tables, Ladders & Chairs | In un triple threat tables, ladders and chairs match che comprendeva anche Charlotte Flair.                                                                                                  | [ 18 ]        |
| 12 | Charlotte Flair | 3     | 26 marzo 2019     | 12     | Uncasville, Connecticut      | SmackDown                     | | [ 19 ]        |
| 13 | Becky Lynch     | 3     | 7 aprile 2019     | 42     | East Rutherford, New Jersey  | WrestleMania 35               | In un winner takes all triple threat match che comprendeva anche Ronda Rousey e con in palio anche il suo Raw Women's Championship.                                                          | [ 20 ]        |
| 14 | Charlotte Flair | 4     | 19 maggio 2019    | <1     | Hartford, Connecticut        | Money in the Bank             | | [ 21 ]        |
| 15 | Bayley          | 1     | 19 maggio 2019    | 140    | Hartford, Connecticut        | Money in the Bank             | Bayley incassò il contratto del Money in the Bank. | [ 21 ]        |
| 16 | Charlotte Flair | 5     | 6 ottobre 2019    | 5      | Sacramento, California       | Hell in a Cell                | | [ 22 ]        |
| 17 | Bayley          | 2     | 11 ottobre 2019   | 380    | Las Vegas, Nevada            | SmackDown                     | | [ 23 ]        |
| 18 | Sasha Banks     | 1     | 25 ottobre 2020   | 167    | Orlando, Florida             | Hell in a Cell                | In un hell in a cell match. | [ 24 ]        |
| 19 | Bianca Belair   | 1     | 10 aprile 2021    | 133    | Tampa, Florida               | WrestleMania 37               | | [ 25 ]        |
| 20 | Becky Lynch     | 4     | 21 agosto 2021    | 62     | Paradise, Nevada             | SummerSlam                    | Lynch prese il posto di Carmella, che a sua volta sostituì Sasha Banks nel match contro Belair data la sua indisponibilità.                                                                  | [ 26 ]        |
| 21 | Charlotte Flair | 6     | 22 ottobre 2021   | 198    | Wichita, Kansas              | SmackDown                     | A seguito del passaggio di Flair al roster di SmackDown, questa cedette il Raw Women's Championship a Becky Lynch (passata al roster di Raw) in cambio dello SmackDown Women's Championship. | [ 27 ]        |
| 22 | Ronda Rousey    | 1     | 8 maggio 2022     | 55     | Providence, Rhode Island     | WrestleMania Backlash         | In un "I quit" match. | [ 28 ]        |
| 23 | Liv Morgan      | 1     | 2 luglio 2022     | 98     | Paradise, Nevada             | Money in the Bank             | Morgan incassò il contratto del Money in the Bank. | [ 29 ]        |
| 24 | Ronda Rousey    | 2     | 8 ottobre 2022    | 83     | Filadelfia, Pennsylvania     | Extreme Rules                 | In un extreme rules match. | [ 30 ]        |
| 25 | Charlotte Flair | 7     | 30 dicembre 2022  | 92     | Tampa, Florida               | SmackDown                     | | [ 31 ]        |
| 26 | Rhea Ripley     | 1     | 1º aprile 2023    | 380    | Inglewood, California        | WrestleMania 39               | L'8 maggio 2023 il titolo divenne un'esclusiva di Raw. Il 12 giugno 2023 il titolo venne rinominato Women's World Championship.                                                              | [ 32 ] [ 33 ] |
| —  | Vacante         | —     | 15 aprile 2024    | —      | —                            | —                             | Reso vacante a causa di un infortunio subito da Ripley. | [ 34 ]        |
| 27 | Becky Lynch     | 5     | 22 aprile 2024    | 33     | Columbus, Ohio               | Raw                           | In una battle royal per la riassegnazione del titolo. | [ 35 ]        |
| 28 | Liv Morgan      | 2     | 25 maggio 2024    | 226    | Gedda                        | King & Queen of the Ring      | | [ 36 ]        |
| 29 | Rhea Ripley     | 2     | 6 gennaio 2025    | 56     | Inglewood, California        | Raw                           | | [ 37 ]        |
| 30 | Iyo Sky         | 1     | 3 marzo 2025      | 132    | Buffalo, New York            | Raw                           | | [ 38 ]        |
| 31 | Naomi           | 3     | 13 luglio 2025    | 35     | Atlanta, Georgia             | Evolution                     | Naomi incassò il contratto del Money in the Bank durante l'incontro tra Iyo Sky e Rhea Ripley, rendendolo un triple threat match.                                                            | [ 39 ]        |
| —  | Vacante         | —     | 18 agosto 2025    | —      | —                            | —                             | Reso vacante a causa della gravidanza di Naomi. | [ 40 ]        |